# Raduald
Raduald (auch: Radoald, Radwald; † 647) war in den Jahren 642 bis 647 Herzog von Benevent.

## Leben
Raduald wurde um 600 als Sohn des dux Gisulfs II. von Friaul und dessen Frau Romilda geboren. Um 610 fiel sein Vater bei der Verteidigung Friauls gegen die Awaren. Raduald und seine Brüder Taso, Cacco und Grimoald gerieten mit ihrer Mutter und ihren vier Schwestern in Gefangenschaft und wurden verschleppt. Auf dem Weg nach Pannonien konnten die Brüder fliehen und nach Friaul zurückkehren.
Um 614 wurden Gisulfs II. Söhne Taso und Cacco die duces von Friaul, vom patricius Gregor ermordet. Ihre Brüder Raduald und Grimoald, beide „fast im jugendlichen Alter“ (iam prope iuvenilem aetatem), fuhren darauf zu Arichis I., ihrem früheren Lehrer, der sie freundlich aufnahm. Hodgkin nimmt an, dass Arichis der Erzieher ihres Vaters Gisulf II. und ihres Onkels Grasulf II. war.
Nach dem Tod des Herzogs Arichis I. im Jahr 641 wurde dessen Sohn Ajo I. Thronfolger; da dieser aber wahnsinnig war, wurde eine Regentschaft unter Ajos Ziehbrüdern Raduald und Grimoald eingerichtet. Ajo fiel im nächsten Jahr (642) bei Siponto bei dem Versuch, slawische Plünderer, die an der Küste gelandet waren, zu vertreiben. Als Raduald von Ajos Tod erfuhr, überfiel und vertrieb er die Slawen. Daraufhin wurde Raduald, wohl mit Zustimmung des Langobardenkönigs Rothari, Ajos Nachfolger. Raduald, der die Sprache der Slawen beherrschte, gelang es, diese zum Abzug zu bewegen. Er selbst starb fünf Jahre nach Antritt seiner Regierung in Benevento. Nachfolger wurde sein Bruder Grimoald, der später auch König der Langobarden werden sollte.